# Руїдозо (Нью-Мексико)
Руїдозо (англ. Ruidoso) — селище (англ. village) на південному заході США, в окрузі Лінкольн штату Нью-Мексико. Населення — 7679 осіб (2020). Популярний гірський курорт. Селище отримало свою назву від невеликої річки Ріо-Руїдозо.

## Географія
Руїдозо розташоване за координатами 33°20′45″ пн. ш. 105°40′5″ зх. д. / 33.34583° пн. ш. 105.66806° зх. д. (33.345839, -105.668142).  За даними Бюро перепису населення США в 2010 році селище мало площу 41,81 км², з яких 41,76 км² — суходіл та 0,05 км² — водойми.

### Клімат
| Клімат : Руїдозо        | Клімат : Руїдозо | Клімат : Руїдозо | Клімат : Руїдозо | Клімат : Руїдозо | Клімат : Руїдозо | Клімат : Руїдозо | Клімат : Руїдозо | Клімат : Руїдозо | Клімат : Руїдозо | Клімат : Руїдозо | Клімат : Руїдозо | Клімат : Руїдозо | Клімат : Руїдозо |
| Показник                | Січ.             | Лют.             | Бер.             | Квіт.            | Трав.            | Черв.            | Лип.             | Серп.            | Вер.             | Жовт.            | Лист.            | Груд.            | Рік              |
| Абсолютний максимум, °C | 21,7             | 23,3             | 25,6             | 28,3             | 33,3             | 36,7             | 35,0             | 32,8             | 31,1             | 28,9             | 23,9             | 16,7             | 36,7             |
| Середній максимум, °C   | 9,7              | 11,1             | 14,4             | 18,6             | 23,3             | 27,5             | 27,1             | 25,9             | 23,8             | 19,2             | 13,6             | 9,7              | 18,7             |
| Середній мінімум, °C    | −6,6             | −5,2             | −3,3             | −0,1             | 3,8              | 7,6              | 10,1             | 9,8              | 6,3              | 1,3              | −3,5             | −6,4             | 1,2              |
| Абсолютний мінімум, °C  | −21,1            | −21,1            | −17,8            | −16,7            | −17,8            | −2,8             | 2,8              | 1,7              | −2,8             | −13,9            | −16,7            | −22,8            | −22,8            |
| Норма опадів, мм        | 29               | 29               | 23               | 20               | 30               | 47               | 106              | 114              | 69               | 44               | 22               | 42               | 576              |
| ----------------------- | ---------------- | ---------------- | ---------------- | ---------------- | ---------------- | ---------------- | ---------------- | ---------------- | ---------------- | ---------------- | ---------------- | ---------------- | ---------------- |
| Джерело: NOAA           |                  |                  |                  |                  |                  |                  |                  |                  |                  |                  |                  |                  |                  |

## Демографія
Згідно з переписом 2010 року, у селищі мешкало 8029 осіб у 3784 домогосподарствах у складі 2210 родин. Густота населення становила 192 особи/км².  Було 8428 помешкань (202/км²).
Расовий склад населення:
| - 85,9 % — білих - 3,0 % — корінних американців - 0,6 % — азіатів - 0,4 % — чорних або афроамериканців - 7,7 % — осіб інших рас |

До двох чи більше рас належало 2,4 %. Частка іспаномовних становила 27,1 % від усіх жителів.
За віковим діапазоном населення розподілялося таким чином: 18,2 % — особи молодші 18 років, 58,1 % — особи у віці 18—64 років, 23,7 % — особи у віці 65 років та старші. Медіана віку мешканця становила 49,6 року. На 100 осіб жіночої статі у селищі припадало 91,8 чоловіків;  на 100 жінок у віці від 18 років та старших — 88,7 чоловіків також старших 18 років.
Середній дохід на одне домашнє господарство  становив 55 780 доларів США (медіана — 42 098), а середній дохід на одну сім'ю — 65 070 доларів (медіана — 52 348). Медіана доходів становила 41 419 доларів для чоловіків та 26 685 доларів для жінок. За межею бідності перебувало 12,1 % осіб, у тому числі 7,4 % дітей у віці до 18 років та 11,1 % осіб у віці 65 років та старших.
Цивільне працевлаштоване населення становило 3386 осіб. Основні галузі зайнятості: мистецтво, розваги та відпочинок — 29,0 %, освіта, охорона здоров'я та соціальна допомога — 25,8 %, роздрібна торгівля — 10,4 %, фінанси, страхування та нерухомість — 6,7 %.